# Hydnochaete
Hydnochaete — рід грибів родини Hymenochaetaceae. Назва вперше опублікована 1896 року.
Усі види викликають гниль дерева і дають коричневі та сірі плодоносні тіла.